# D-Sub

Kontaktbild verschiedener D-Sub-Steckverbindungen

D-Sub, als Abkürzung für englisch D-Subminiature, ist eine weitverbreitete Bauform eines Steckersystems, welche Anwendungen unter anderem im Bereich von Computersystemen und der Datenverarbeitung hat. Festgelegt ist dieses Steckersystem international in der IEC 807-2. Je nach Anwendungen und Land ist dieses Steckersystem aufgrund der weiten Verbreitung in verschiedenen weitergehenden Normen festgelegt, wie beispielsweise in der US-Militärnorm MIL-C-24308 oder in Deutschland in der DIN-Norm 41652-1. Im Rahmen von ISO-Normen sind einzelne Varianten wie ISO 4903 für DA-15 und ISO 2110 für DB-25 festgelegt.

## Geschichte
Das US-amerikanische Unternehmen Cannon (heute Teil der ITT Corporation) entwickelte im Jahr 1952 einen trapezförmigen Steckverbindertyp, den sie wegen der D-ähnlichen Form des äußeren Steckverbinders und wegen der für damalige Verhältnisse sehr kleinen Bauform „D subminiature“ nannte. Dieser Steckertyp wurde relativ rasch in die Normenwelt aufgenommen, speziell im MIL-Standard 24308.
Durch die langjährige Verwendung haben sich die unterschiedlichsten Abkürzungen dieses „D shaped subminiature“-Steckverbinders auf dem Markt etabliert, z. B. D Sub, D-Sub, DSUB, Sub-D, SUB-MIN-D, DE9 (D-Sub 9-polig), DB25 (D-Sub 25-polig), HD15 (D-Sub 15-polig High Density), HP50 (D-Sub 50-polig half pitch) und so weiter. Im Labor-Jargon wird er noch heute als „Cannonstecker“ bezeichnet, im Audio- und Bühnenbereich wird darunter allerdings der ebenfalls von Cannon entwickelte XLR-Stecker verstanden.

## Formen
Typische Ausführungen des D-Sub-Typs sind:
zweireihig
- 09-polig, ohne Schrauben, für digitale Joysticks, Paddles oder Lightpens
- 09-polig oder 25-polig als serielle Schnittstelle RS-232 (genauer EIA-232) bzw. V.24
- 15-polig als Gameport, vor allem für analoge Joysticks, früher auch Paddles usw.
- 15-polig für Apple-Monitoranschluss, z. B. Macintosh LC und LC II
- 15-polig mit Verschluss (Netzwerk-AUI)
- 19-polig für Atari-DMA-Port („ACSI“), Apple-Floppyanschluss „Smartport“, NeXT Monochrommonitor und Soundbox
- 23-polig bei Amiga-Computern für externe Diskettenlaufwerke und Monitorkabel
- 25-polig als parallele Schnittstelle IEEE 1284 für Drucker
- 25-polig für SCSI-I und für digitale TDIF-8-Kanal-Audioschnittstellen
- 25-polig für V.24 als Schnittstelle für die Datenübertragung

dreireihig
- 15-polig für Monitorkabel („HD15“), siehe VGA-Anschluss

weiterhin
- mit engem Abstand 50-polig SCSI („HP50“)
- mit geringerem Pinabstand als höhere Dichte (High Density, HD)
- mit halbem Abstand (Rastermaß 1,27 Millimeter, Half Pitch)
- kombiniert mit Koaxial-Verbindern, z. B. „DB-13W3“ (siehe VGA-Anschluss)

Daneben existiert eine Vielzahl von speziellen Varianten, wie beispielsweise eine Kombination von Hochstromkontakten mit Signalkontakten oder Bauformen, in welchen Koaxialstecker, wie bei der Bauform „13W3“, mit in das D-Sub-Steckergehäuse integriert werden. Diese Bauformen finden, wegen des kompakten Aufbaus, unter anderem im Bereich der Avionik und Militärtechnik Anwendung. Bei Personal Computern legte der ATX-Standard in der Version 2.2 von Intel die Farbgebung nach Schnittstellentyp fest.

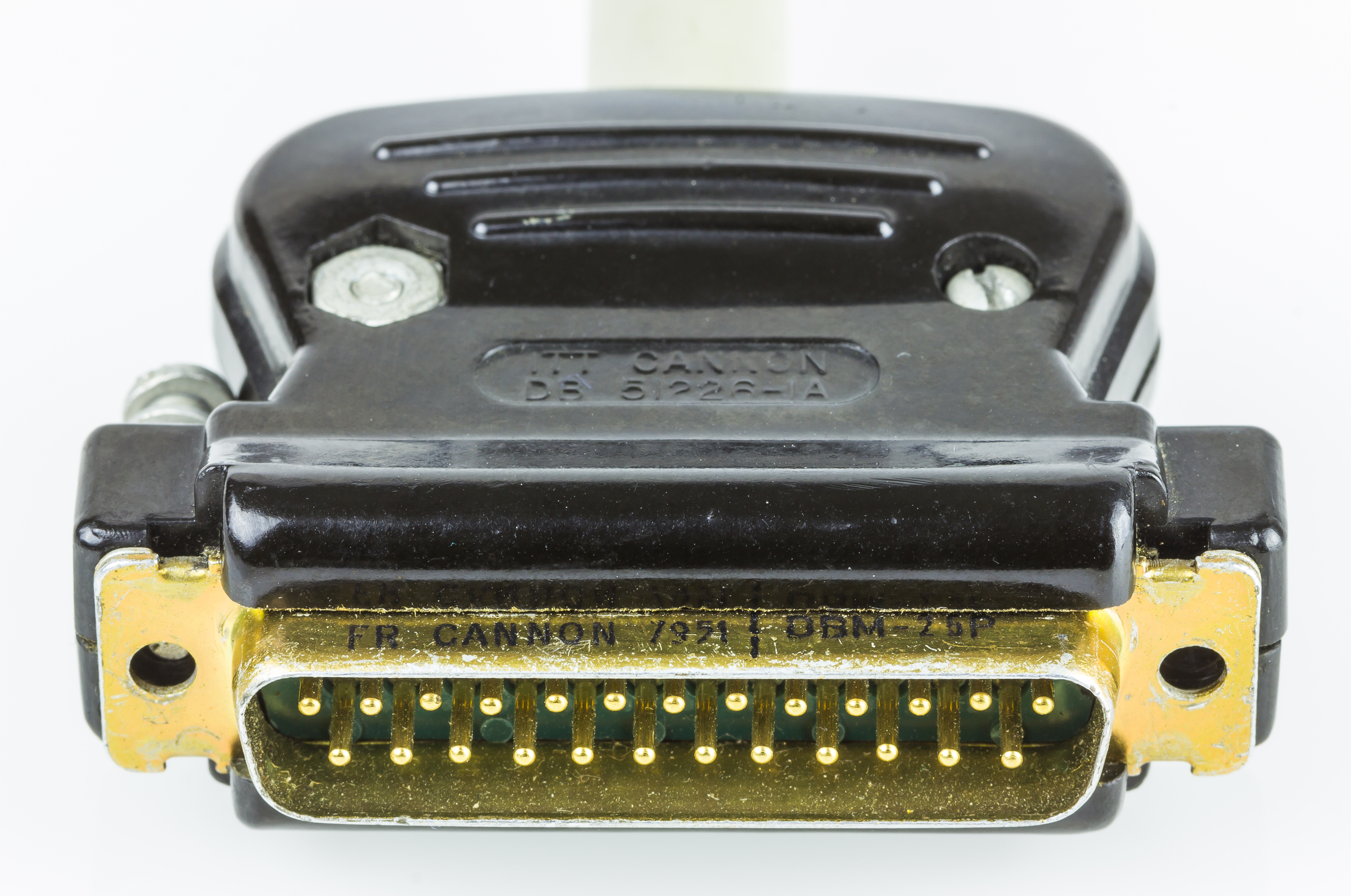
DB-25-Stecker von ITT-Cannon
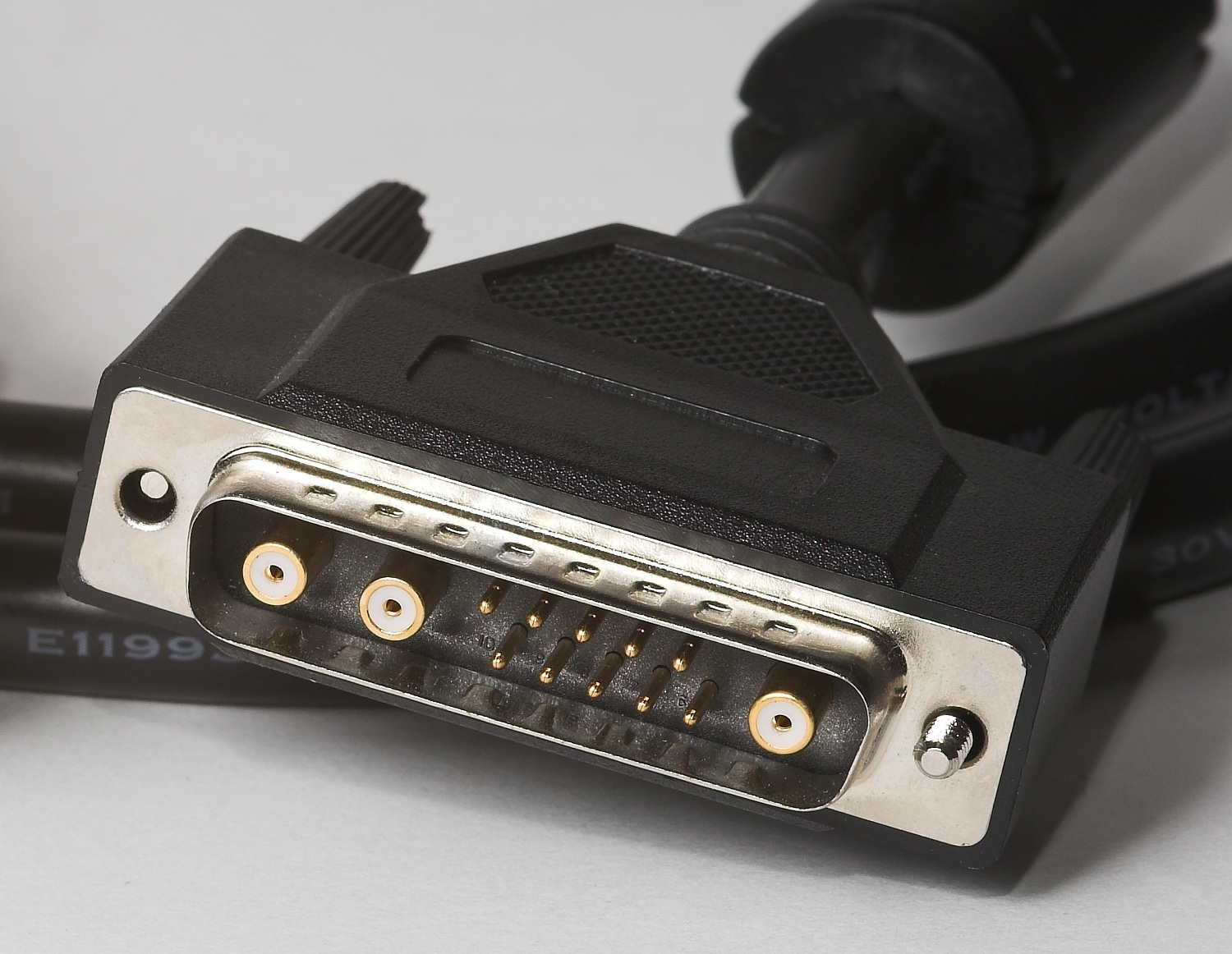
DB-13W3-Steckverbinder
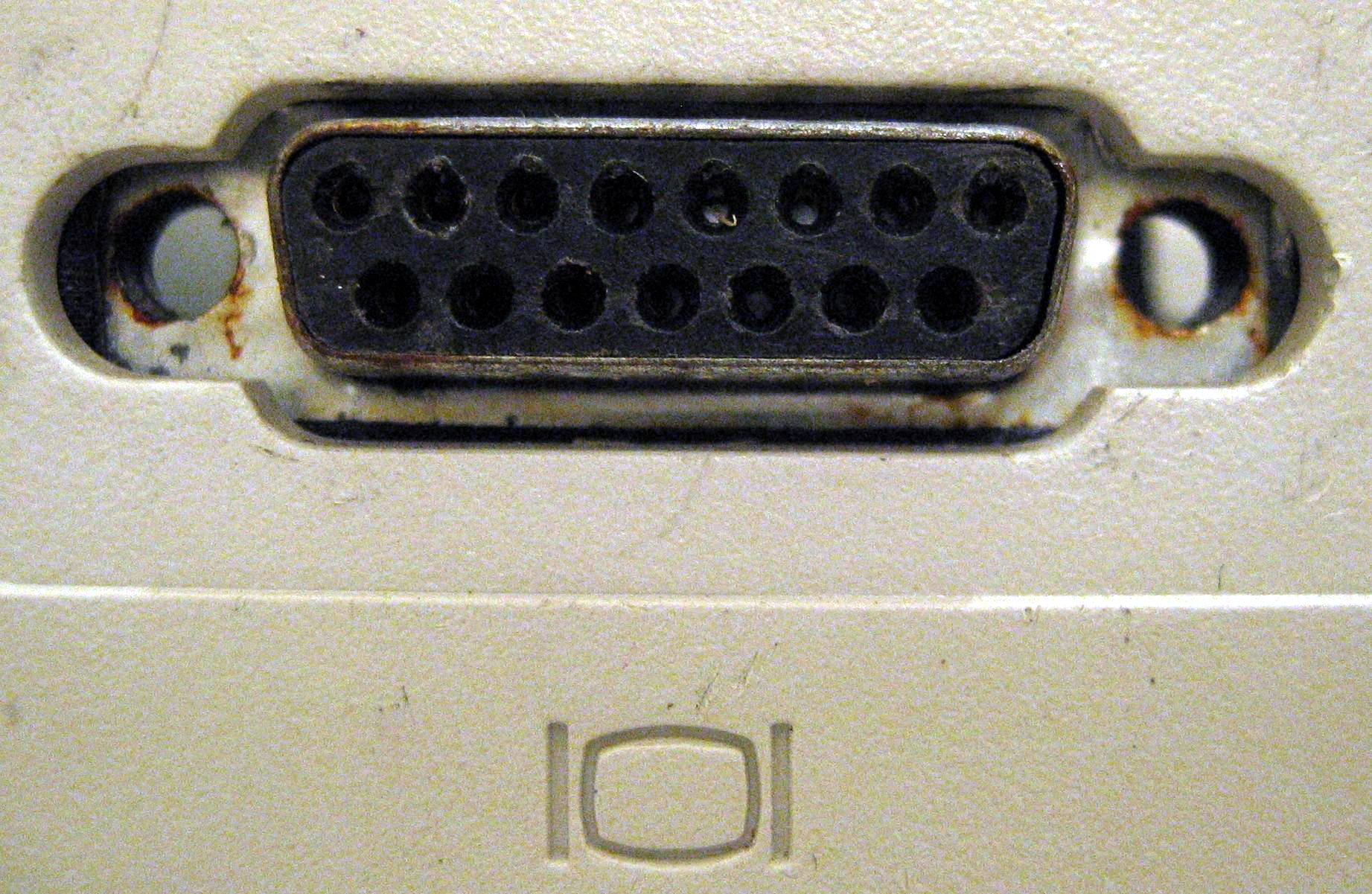
DA-15-Monitoranschluss am Apple Macintosh LC
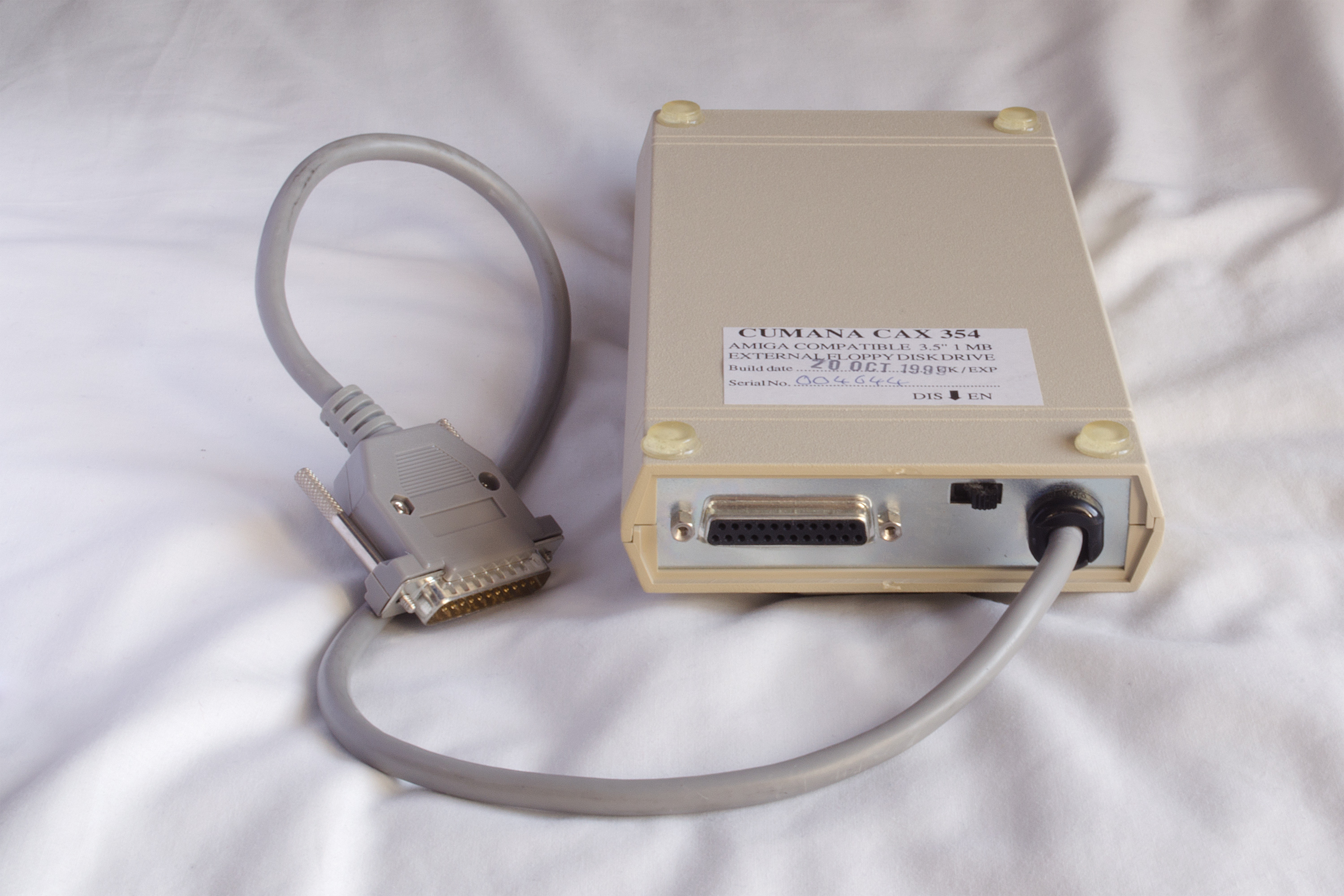
Amiga Diskettenlaufwerk von Cumana mit DB-23-Anschluss
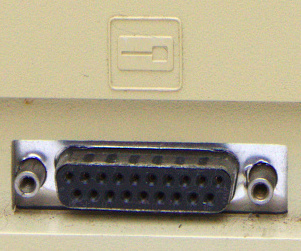
DB-19-Anschluss „Smartport“ für ein Diskettenlaufwerk am Macintosh 512K

## Größen
Informell werden alle D-Subminiaturstecker mit "DB" bezeichnet. Das entspricht allerdings nicht der ursprünglichen Norm, die verschiedene Formate mit den Buchstaben A bis F beschrieben hat. Der Buchstabe hinter "D" soll das Format bezeichnen, wodurch DB im engeren Sinne nur für DB-25, DB-44 (High density) und DB-52 (Double density) passt. Die Tabelle führt alle geläufigen Steckerformate mit der formal korrekten Bezeichnung auf. Da die Stecker mit 19, 23 und 35 Pins in "Normal density" keinem normierten Format entsprechen, ist dort der Name mit DB informell, und zur Verdeutlichung in der Tabelle in Anführungszeichen gesetzt.
| Größe | Normal density | Normal density | High density | High density   | Double density | Double density | Abstand der Bohrungen für Schraubverbindung |
| Größe | Name           | Polbild        | Name         | Polbild        | Name           | Polbild        | Abstand der Bohrungen für Schraubverbindung |
| ----- | -------------- | -------------- | ------------ | -------------- | -------------- | -------------- | ------------------------------------------- |
| E     | DE-9           | 5+4            | DE-15        | 5+5+5          | DE-19          | 6+7+6          | 25,0 mm                                     |
| A     | DA-15          | 8+7            | DA-26        | 9+9+8          | DA-31          | 10+11+10       | 33,3 mm                                     |
| -     | "DB-19"        | 10+9           |              |                |                |                | 38,9 mm                                     |
| -     | "DB-23"        | 12+11          |              |                |                |                | 44,3 mm                                     |
| B     | DB-25          | 13+12          | DB-44        | 15+15+14       | DB-52          | 17+18+17       | 47,0 mm                                     |
| -     | "DB-35"        | 18+17          |              |                |                |                | 60,8 mm                                     |
| C     | DC-37          | 19+18          | DC-62        | 21+21+20       | DC-79          | 26+27+26       | 63,5 mm                                     |
| D     | DD-50          | 17+16+17       | DD-78        | 20+19+20+19    | DD-100         | 26+25+24+25    | 61,1 mm                                     |
| F     |                |                | DF-104       | 21+21+21+21+20 |                |                | 63,5 mm                                     |

## Geometrie der Stifte
Die Stifte für Signalanwendung besitzen einen Durchmesser von 1 mm. Die Stiftreihen haben einen Abstand von 2,84 mm, nebeneinanderliegende Stifte haben den Abstand 2,74 mm ±0,1 mm bei Größen A und E, sowie 2,77 mm ±0,1 mm bei den anderen Größen. Die Stiftreihen sind um die Hälfte dieses Abstandes versetzt angeordnet. Bei Spezialausführungen wie D-Sub-Verbinder mit Hochstromkontakten oder mit integrierten Koaxialverbindern kommen andere Durchmesser und Abstände vor.
Bei den „High-Density“-Typen wurde der Abstand der Stiftreihen auf 2,41 mm und der nebeneinanderliegender Stifte auf 1,98 mm verringert. Bei „Double Density“ wurden die Abstände weiter verringert; Die Reihen haben nur noch einen Abstand von 1,90 mm, die Stifte einen von 1,65 mm.

## Mechanische Verriegelung
Die mechanische Verriegelung – sie ist nicht bei allen Steckern ausgeführt – ist über zwei seitlich angebrachte Schraubverbindungen realisiert. Die üblichen Gewinde sind entweder das metrische M3 oder ein dazu nicht kompatibles UNC 4-40. Für eine korrekte Verriegelung müssen Stecker und Buchse den gleichen Gewindetyp aufweisen.

## Nummerierung der Anschlüsse
Bezüglich der Nummerierung der einzelnen Kontakte (engl. Pins) kommt es immer wieder zu Verwechslungen, was daran liegt, dass manche die Lötperspektive zugrunde legen, andere jedoch die Draufsicht (Steckseite) auf den fertigen Steckverbinder.

DE-9 9-pol Stift (männlich)
DE-9 9-pol Buchse (weiblich)
DE-15 15-pol Stift (männlich)
DE-15 15-pol Buchse (weiblich)
DA-15 15-pol Stift (männlich)
DA-15 15-pol Buchse (weiblich)
DB-25 25-pol Stift (männlich)
DB-25 25-pol Buchse (weiblich)
DB-13W3 13-pol Stift (männlich) + 3 Coaxial Buchse (weiblich)

- DE-9 a
9-pol Stift (männlich)
- DE-9 a
9-pol Buchse (weiblich)
- DE-15 a
15-pol Stift (männlich)
- DE-15 a
15-pol Buchse (weiblich)
- DA-15 a
15-pol Stift (männlich)
- DA-15 a
15-pol Buchse (weiblich)
- DB-25 a
25-pol Stift (männlich)
- DB-25 a
25-pol Buchse (weiblich)
- DB-13W3 a
13-pol Stift (männlich) + 3 Coaxial Buchse (weiblich)

## Polarität

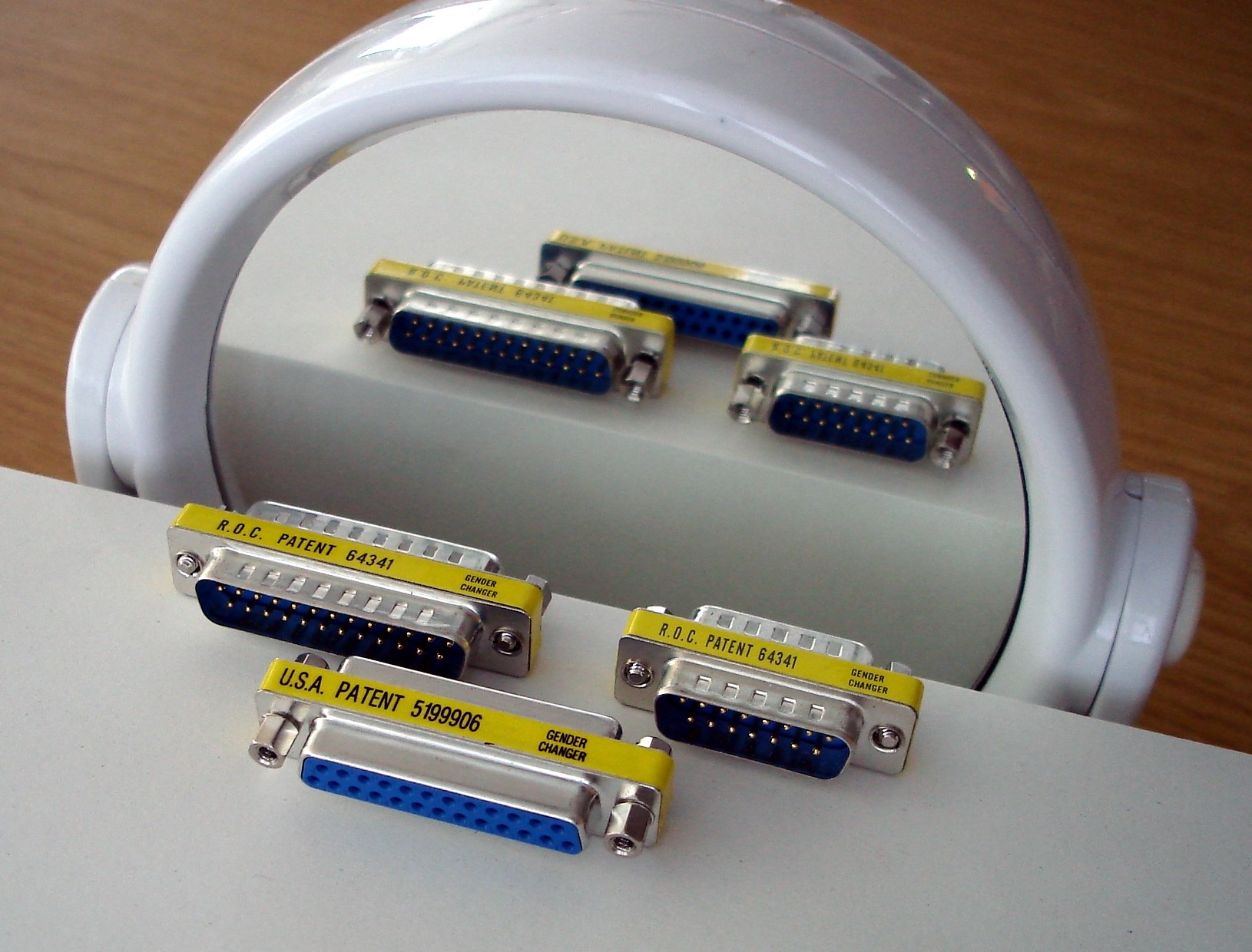
Invertieradapter für D-Sub-Verbinder

Zur Unterscheidung der Polarität (oder des „Geschlechts“) werden für D-Sub-Stecker und -Buchsen ebenfalls die gebräuchlichen Bezeichnungen männlich/male (Steckerstifte) und weiblich/female (Buchsen zur Aufnahme der Stifte) verwendet. Die meisten Hersteller verwenden entweder die vom englischen abgeleitete Kurzform, also M und F oder P und S für Plug und Socket. Ein Typ mit der Bezeichnung „D-SUB 9P“ ist zum Beispiel ein Stecker mit neun Kontakten, ein Typ mit der Bezeichnung „D-SUB 25S“ eine Buchse mit 25 Kontakten.
| Stecker  | Buchse   |
| -------- | -------- |
| männlich | weiblich |
| male     | female   |
| M        | F        |
| Plug     | Socket   |
| P        | S        |

Im Kontext zum Geschlecht des jeweiligen D-Sub-Typs gibt es sogenannte „Gender Changer“ (dt. „Geschlechtswandler“, siehe Invertieradapter), welche das Geschlecht invertieren, also von männlich auf weiblich oder umgekehrt adaptieren. Dabei werden gleiche Nummern miteinander verbunden, weshalb die Stifte bzw. Buchsen nicht einfach gerade durchverbunden sein können, sondern im inneren Aufbau ein Seitenwechsel stattfindet.

## Bauformen
D-Sub-Stecker und -Buchsen werden in verschiedenen Varianten hergestellt und sind schnell, billig und universell einzusetzen. Verbreitet sind:
- Lötkelch-Anschlüsse, an die beliebige Kabel angelötet werden können (universell einsetzbar, auch Steckerbelegung veränderbar)
- Leiterplattenmontage zur Bestückung auf Leiterplatten, wie PC-Hauptplatinen und Steckkarten. Je nach Modell und Hersteller differieren die Abmessungen auf der Leiterplatte, am Stecker sind sie identisch und passend.
- Schneid-Klemm-Kontakte zur direkten Schnellverbindung von Flachbandkabeln. Diese sind relativ teuer, da aufgrund des abweichenden Rastermaßes von Flachbandkabel zu D-Sub-Verbindung verschiedene Messerkontakte benötigt werden.
- Crimpanschluss für rüttelfeste Verbindungen

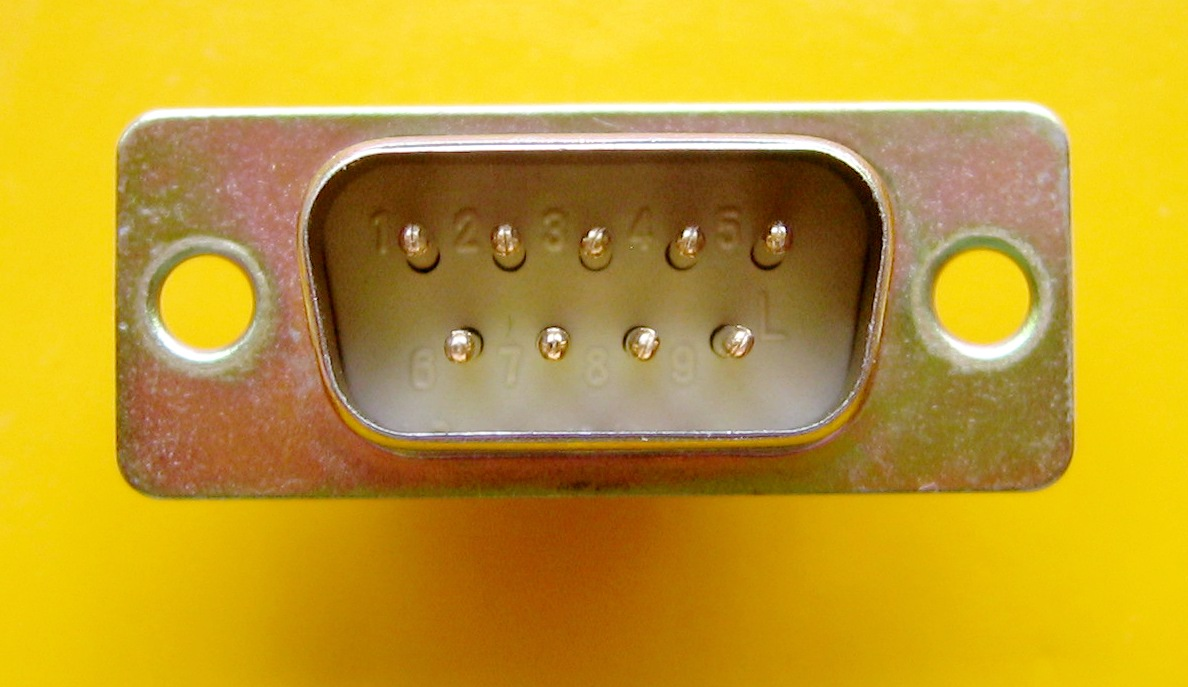
DE-9 (männlich) mit Nummerierung (Ansicht auf Steckseite)
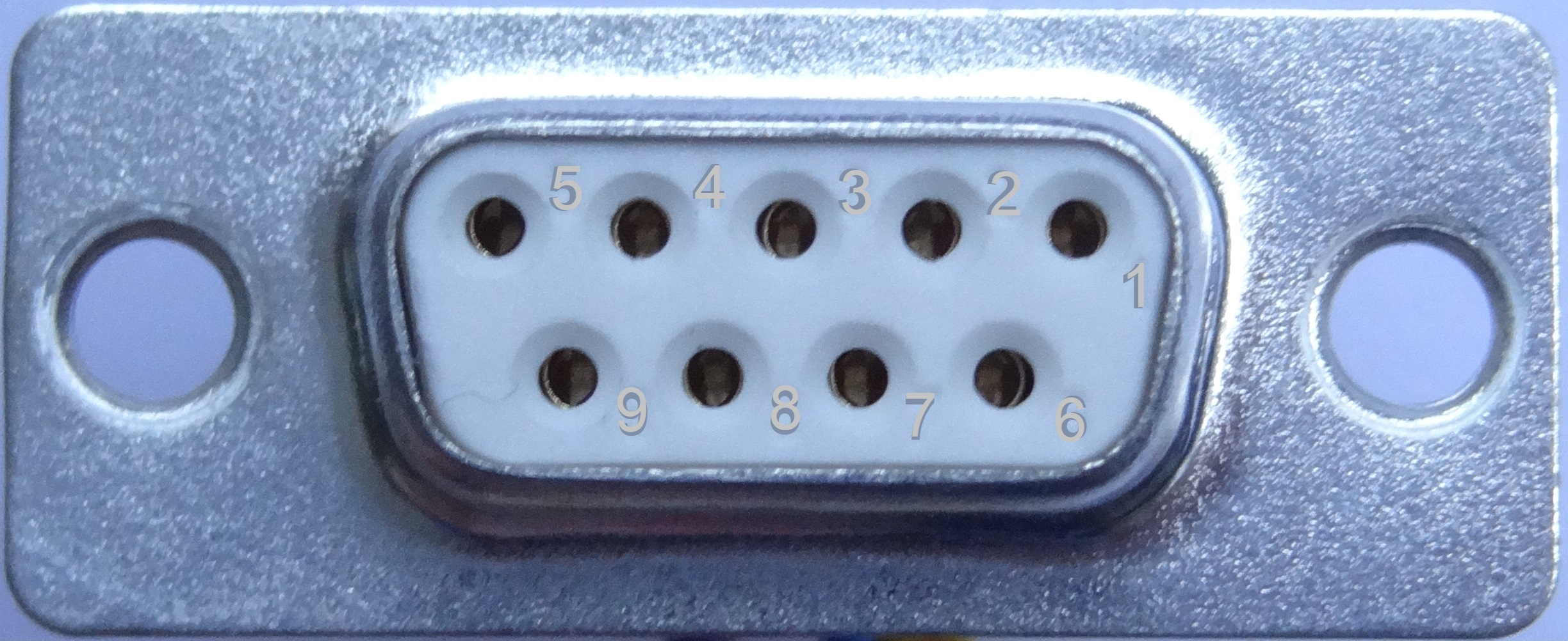
DE-9 (weiblich) mit Nummerierung (Ansicht auf Steckseite)
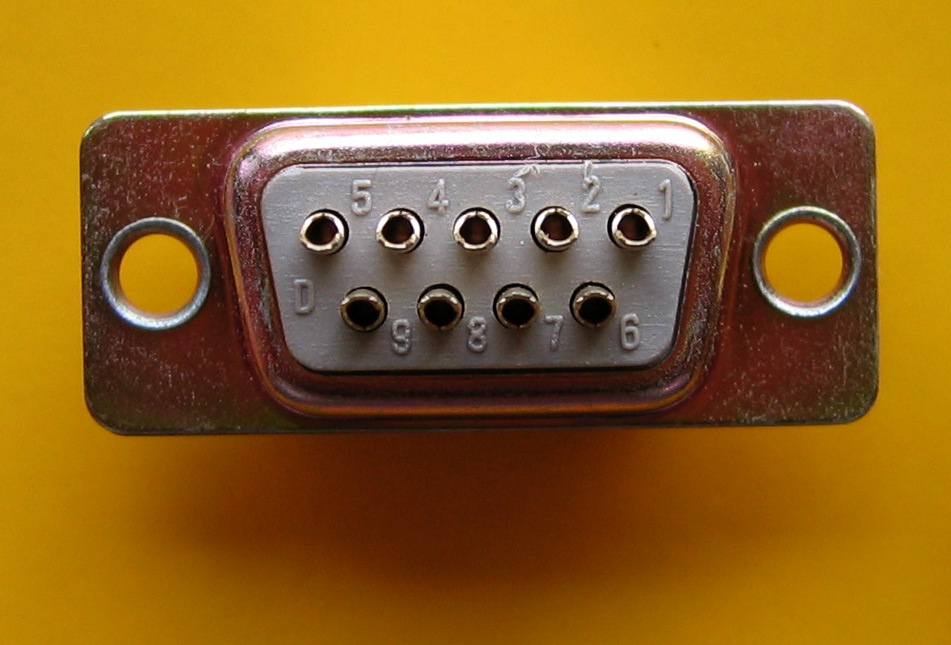
DE-9 (männlich) mit Nummerierung und Lötkelchanschluss (Ansicht auf Lötseite)
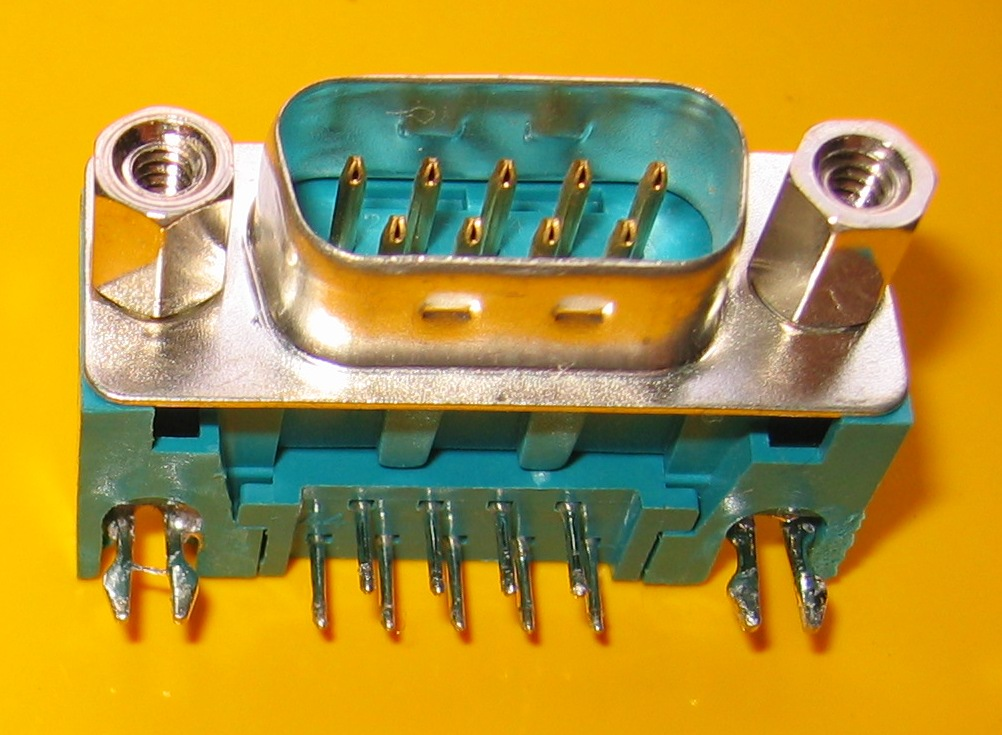
DE-9 (männlich) 90°-Leiterplattenmontage, blaugrün für serielle Schnittstelle RS-232/V.24
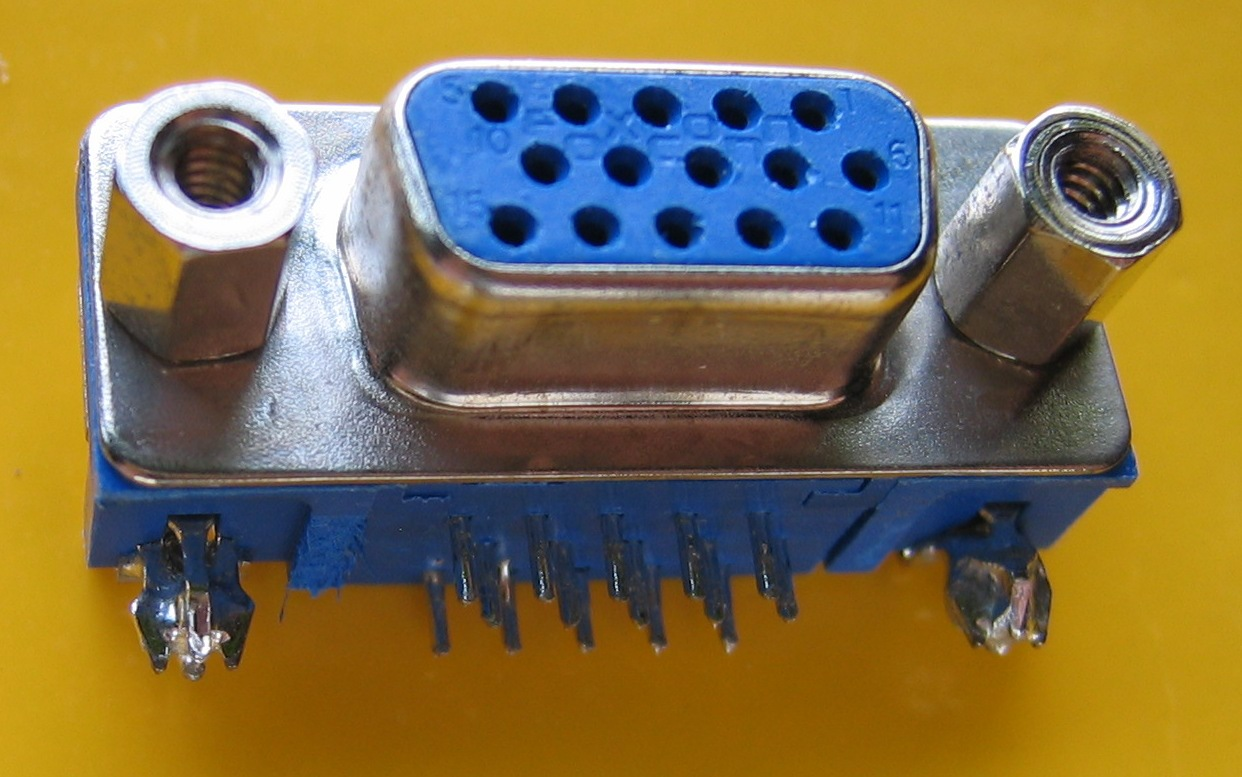
DE-15 (weiblich) 90°-Leiterplattenmontage, blau für VGA-Anschluss
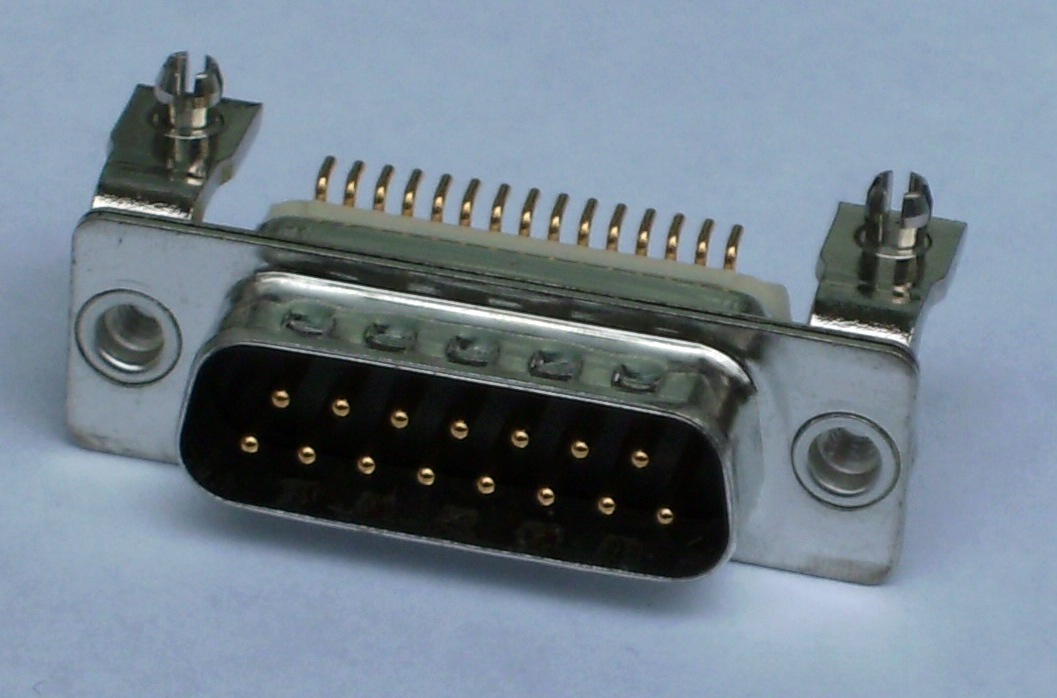
DA-15 (männlich) 90°-Leiterplattenmontage für SMD-Montage und integrierte Befilterung (1 nF)
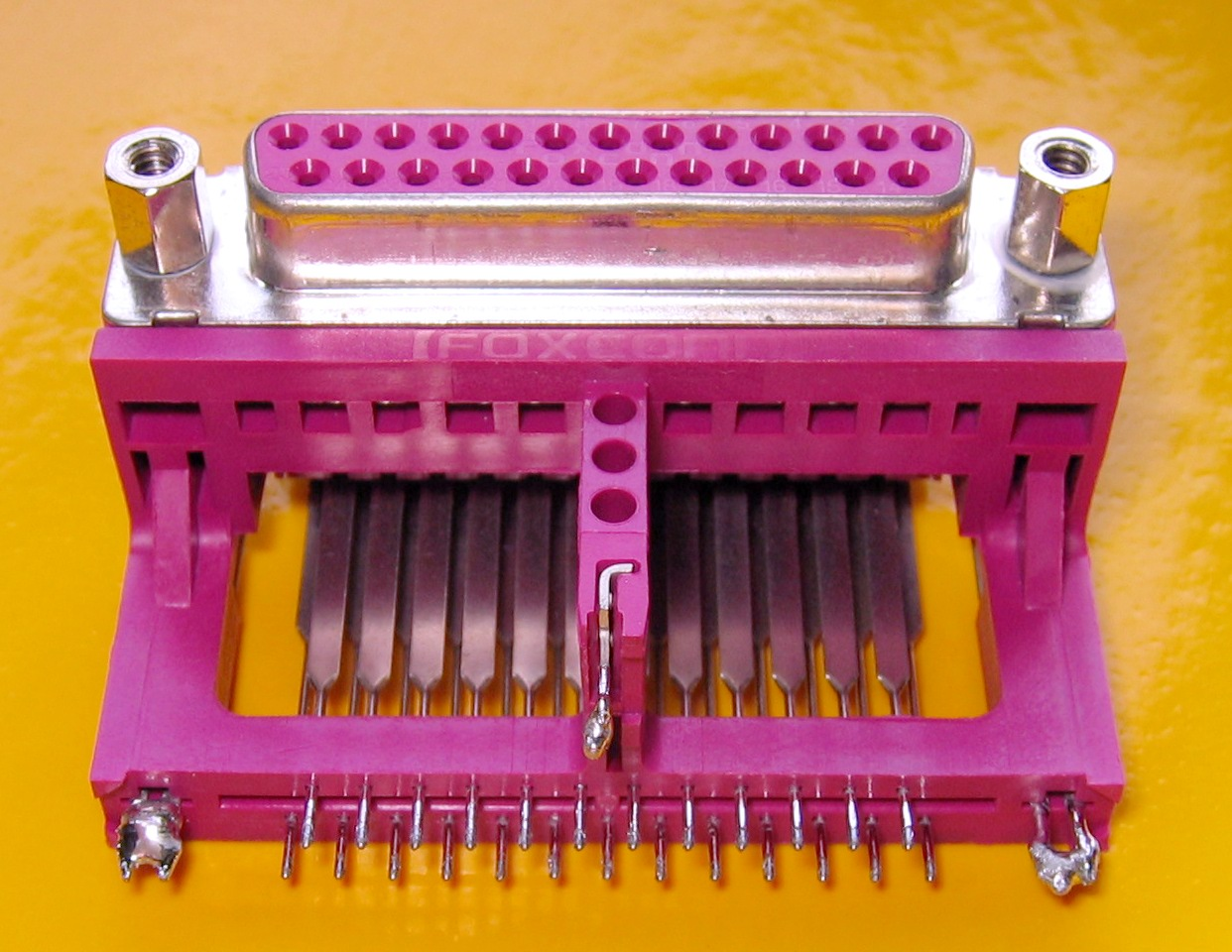
DB-25 (weiblich) 90°-Leiterplattenmontage, erhöht, pink für LPT/parallele Schnittstelle/Druckeranschluss IEEE 1284
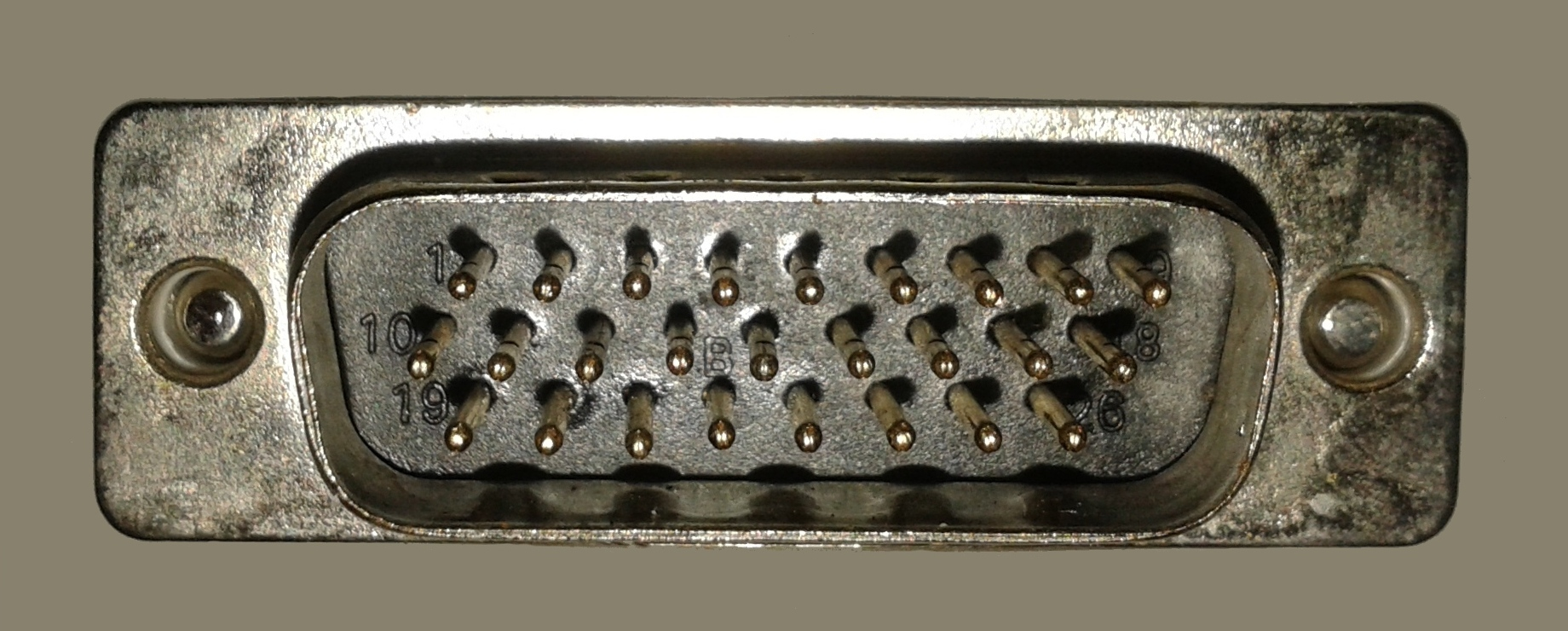
DA-26 (männlich)
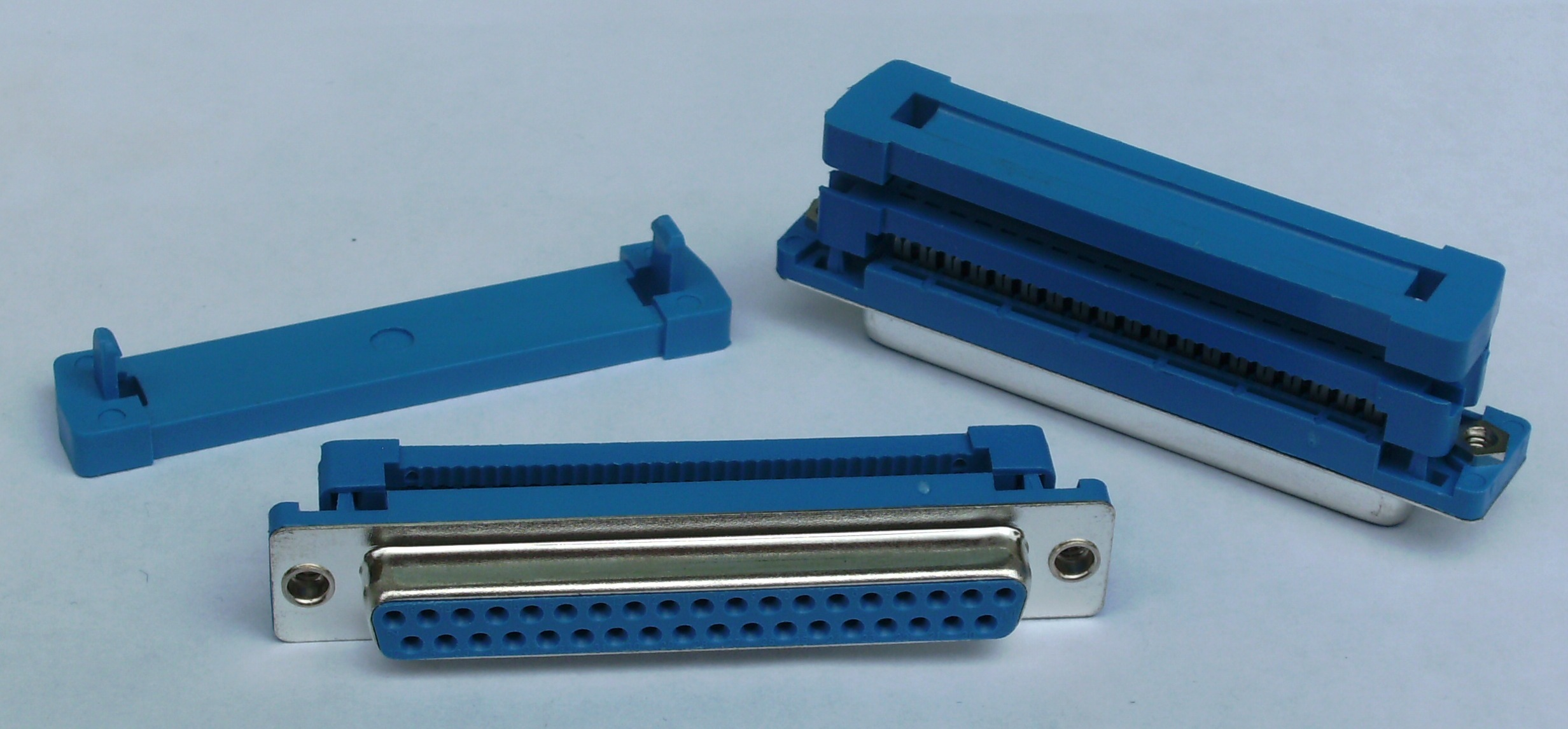
DC-37 (männlich) mit Schneid-Klemm-Kontakten
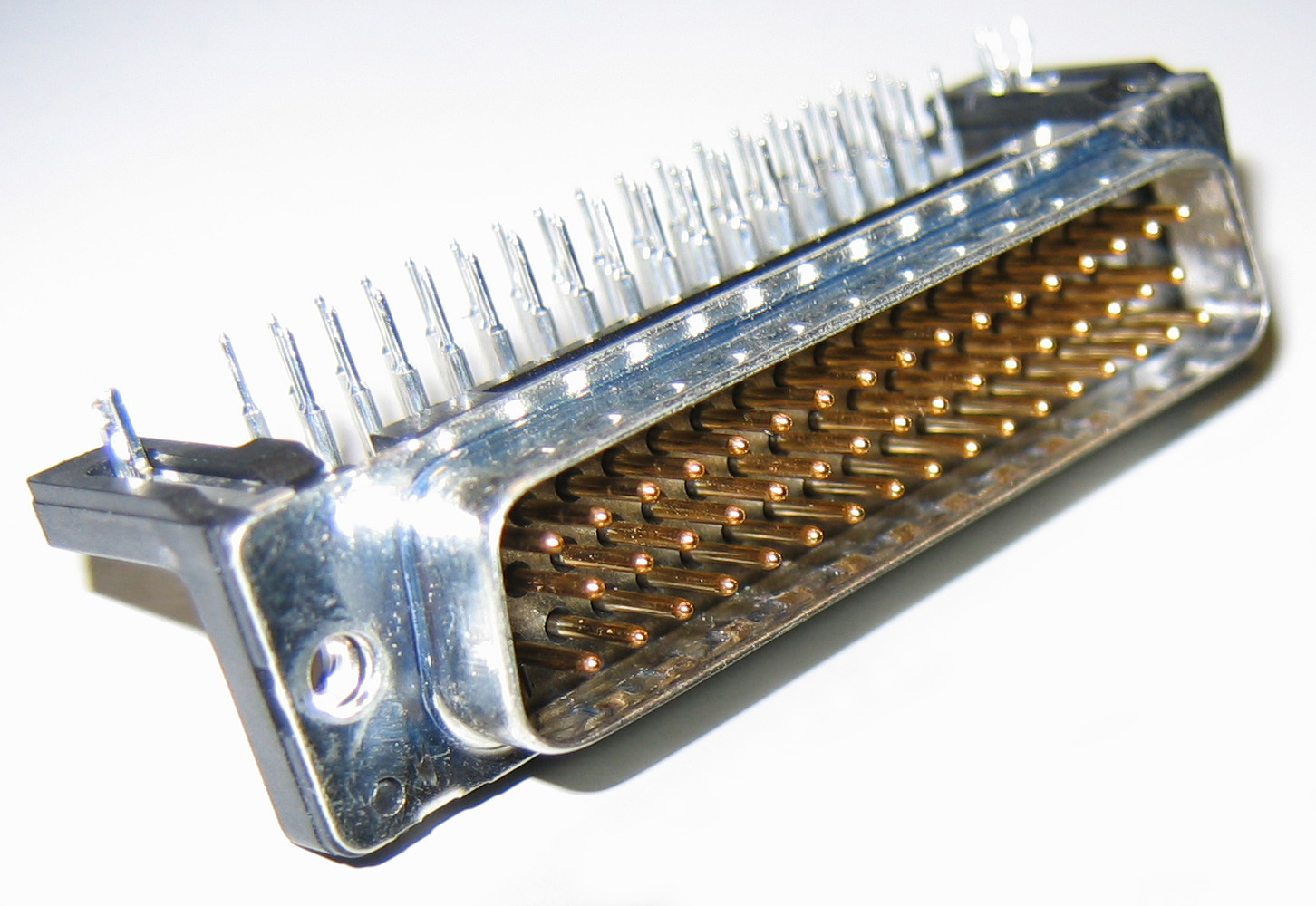
DD-50 (männlich) 90°-Leiterplattenmontage
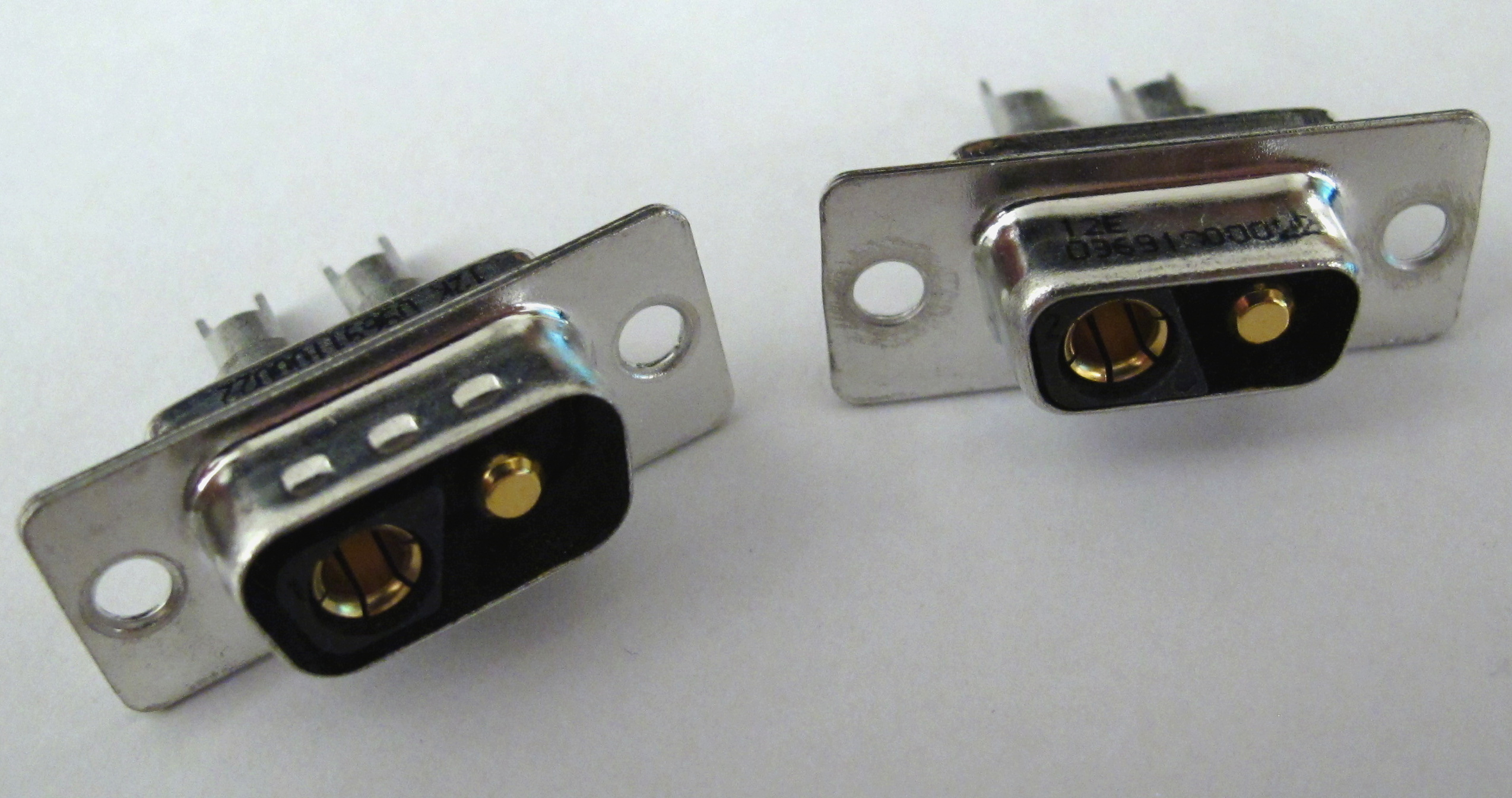
DE-2W2 (weiblich/männlich) mit zwei Hochstromkontakten
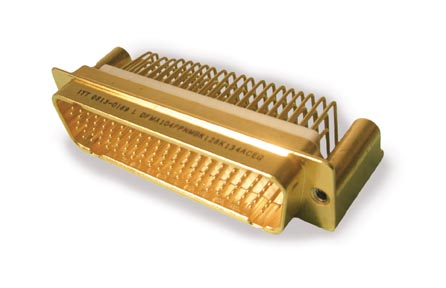
DF-104 (männlich) 90°-Leiterplattenmontage